# ستيفاني أوبيار
ستيفاني أوبيار (بالفرنسية: Stéphane Aubier)‏ (و. 1964  م) هو كاتب سيناريو، ومخرج أفلام، ورسام رسوم متحركة بلجيكي، ولد في فيرفييتوا.

## وصلات خارجية
- ستيفاني أوبيار على موقع IMDb (الإنجليزية)
- ستيفاني أوبيار على موقع ألو سيني (الفرنسية)
- ستيفاني أوبيار على موقع أول موفي (الإنجليزية)
- ستيفاني أوبيار على موقع قاعدة بيانات الأفلام السويدية (السويدية)
- ستيفاني أوبيار على موقع قاعدة بيانات الفيلم (الإنجليزية)
- ستيفاني أوبيار على موقع كينوبويسك (الروسية)